# Sedna II
Sétna Innarraid, figlio di Bres Rí (... – ...), è stato, secondo la leggenda e la tradizione storica irlandese medievale, re supremo d'Irlanda.
Sarebbe stato il primo sovrano irlandese a pagare i suoi soldati. Regnò per 20 anni e poi fu ucciso da Siomón Brecc, nipote di Nuadu Finn Fáil. Il Lebor Gabála Érenn sincronizza il suo regno con quelli di Dario il Grande (522-485 a.C.) e Serse I (485–465 a.C.) di PersiaGoffredo Keating data il suo regno dal 705 al 685 a.C. mentre gli Annali dei Quattro Maestri dal 930 al 910 a.C.